# 疋田聰
疋田 聰（ひきた さとし、1946年 - ）は、日本のマーケティング学者。専門は広告で、特にコトラーの研究で知られている。東洋大学経営学部名誉教授。東京都出身。

## 略歴
1970年に慶應義塾大学商学部卒業、1975年同大学院商学研究科博士課程単位取得。日本経済新聞社広告局勤務を経て、1981年から東洋大学経営学部の専任講師となる。1983年には助教授に就任、1990年から教授。
東洋大学経営学部学部長を経て2004年から2008年の3月まで東洋大学副学長も勤める。2016年定年退職。

## 著書

### 単著論文
- 疋田聰「<論文>広告研究における基本問題」『経営論集』第19巻、東洋大学、1982年3月、49-61頁、CRID 1050282813840092928、ISSN 0286-6439、NAID 110000063237。
- 疋田聰「<論文>日本企業の海外広告戦略における課題」『経営論集』第29巻、東洋大学、1987年3月、127-143頁、CRID 1050564288816791168、ISSN 0286-6439。
- 疋田聡「円満転職の心得」『知識』第74号、彩文社、1988年2月、108-114頁、CRID 1523669554593697920、ISSN 03885941、NAID 40004336048。
- 「マーケティングにおけるライフサイクル論(<特集>ライフサイクル)」『オペレーションズ・リサーチ : 経営の科学』第33巻第10号、公益社団法人日本オペレーションズ・リサーチ学会、1988年10月1日、515-518頁、ISSN 0030-3674、NCID AN00364999。
- 疋田聰「<研究論文>広告表示の適正さ確保と行政の役割」『経営論集』第45巻、東洋大学、1997年3月、57-68頁、CRID 1050564288816762880、ISSN 0286-6439、国立国会図書館書誌ID:4706205。
- 「流通広告の"ありがたみ"を忘れていませんか?」『日経広告手帖』第41巻第8号、1997年6月、8-9頁。
- 疋田聡「広告と情報開示ポリシー」『経営研究所論集』第21号、東洋大学経営研究所、1998年、131-144頁、CRID 1520290882472947584、ISSN 09133283、NDLJP:2869145。

### 共著論文
- 鷺谷克良、室井鉄衛ほか「連載 証言で綴る広告史-7-広告・市場調査の源流を探る<下>時事通信社とリーダーズ・ダイジェスト社の活動」『日経広告研究所報』第30巻第3号、1996年6月、72-78頁、ISSN 03894916。
- 草ケ谷陽司、高橋 一夫ほか「証言で綴る広告史<第9回>民放ラジオ開局前後<上>」『日経広告研究所報』第30巻第5号、日経広告研究所[編]、1996年10月、71-78頁、ISSN 03894916。
- 足立浩一、草ケ谷陽司、日経広告研究所 [編]「証言で綴る広告史<第10回>民放ラジオ開局前後<下>ラジオCMづくり」『日経広告研究所報』第30巻第6号、1996年12月、70-74頁、ISSN 03894916。
- 岡本 敏雄、中山 茂「証言で綴る広告史-第12回-広告浄化をめざして--昭和30年代初期まで--終戦直後に,新聞社が新たな広告掲載基準を作成」『日経広告研究所報』第31巻第2号、1997年5月、66-72頁。
- 宇野政雄、草ケ谷陽司、日経広告研究所[編]「証言で綴る広告史-第13回-わが国への「マーケティング」の導入(上)」『日経広告研究所報』第31巻第3号、1997年6月、78-84頁、ISSN 0389-4916。
- 塚田朋子『サービス・マーケティングの新展開』同文舘出版、1997年。ISBN 4495632019。 NCID BN09202906。
- 小林保彦、日本広告主協会、亀井昭宏、和田充夫『新価値創造の広告コミュニケーション : 21世紀に向けての新たな広告の意味と戦略可能性を求めて』ダイヤモンド社、1997年。ISBN 4478550115。 NCID BA29962434。
- 山本武利 [編]『現代広告学を学ぶ人のために』世界思想社、1998年。ISBN 4790707024。 NCID BA35294364。
- 亀井昭宏、日経広告研究所[編]『新広告論』日本経済新聞社、2005年。ISBN 9784532640606。 NCID BA71568598。
- 川越憲治『広告とCSR』生産性出版、2007年。ISBN 9784820118657。 NCID BA84064509。
- 疋田聰[研究代表者]、東洋大学『コーポレート・コミュニケーションにおける情報開示とコンプライアンスに関する研究』〈平成17年度-平成18年度 科学研究費補助金(基盤研究C)研究成果報告書（科研費課題番号17530327〉2007年5月。 NCID BA86070262。

### 共訳書
- Kotler, Philip[著]、小坂恕[訳]、疋田聰[訳]、三村優美子[訳]、村田昭治[監修]『コトラー マーケティング・マネジメント : 競争的戦略時代の発想と展開』（4版）プレジデント社、1983年3月。ISBN 4833412020。 NCID BN00396326。OCLC 833199200。[1]

## 訳書
- 『マーケティングマネジメント―持続的成長の開発と戦略展開』（共訳、プレジデント社、1996年）